# Mitch Keller
Mitch Thomas Keller (né le 4 avril 1996 à Cedar Rapids, Iowa, États-Unis) est un lanceur droitier des Pirates de Pittsburgh de la Ligue majeure de baseball.

## Carrière
Mitch Keller est sélectionné par les Pirates de Pittsburgh au 2e tour de sélection du repêchage de 2014.
Il fait ses débuts dans le baseball majeur avec les Pirates le 27 mai 2019.